# Монс Селмерлев
Монс Петер Алберт Селмерлев (швед. Måns Petter Albert Zelmerlöw; Лунд, 13. јун 1986) шведски је поп певач. Изабран је за представника Шведске на Песми Евровизије 2015, на којој је победио освојивши 365 бодова.

## Каријера
Селмерлев је учествовао као такмичар у шведском Идолу 2005. и пласирао се у такмичење уживо, али не и у прва три. Исте године учествовао је у серијалу Let's Dance и постао победник прве сезоне ове емисије победивши у финалу Ану Бок.
Играо је у шведским верзијама мјузикала Grease 2006. и Footloose 2007.
Његов сингл Brother, Oh Brother био је највећи радио-хит у Шведској 2007. године.

## Мелодифестивален
Селмерлев је три пута учествовао на Мелодифестивалену, шведском националном избору за представника на Песми Евровизије, прва два пута са брзим, ритмичним шлагерима, док је трећи пут учествовао са песмом бржег и модерног ритма. На Мелодифестивалену 2007, са песмом Cara Mia, освојио је треће место (друго место у гласању публике и четврто место по оцени жирија) након победе у свом полуфиналу.
Песма Cara Mia достигла је прво место на шведским лествицама. Као представник шведског ОГАЕ клуба убедљиво је победио на такмичењу ОГАЕ Друга шанса 2007, освојивши 14 максималних оцена од 12 поена од укупно 26 ОГАЕ подружница.
На Мелодифестивалену 2009. наступио је са песмом Hope and Glory.
Треће учешће на шведском националном избору бележио је 2015. године. У четвртом полуфиналу наступио је са песмом Heroes. Тада је освојио прво место и пласирао се директно у финале, где је освојио 288 поена од гласова публике и међународног жирија, што је било довољно за победу на Мелодифестивалену.

## Дискографија
Албуми
- (2007)
- (2009)
- (2014)

Синглови
- (2007)
- (2007)
- (2007)
- (са Агнес Карлсон; 2007)
- (2008)